# Siti Ambia
Siti Ambia is een bestuurslaag in het regentschap Aceh Singkil van de provincie Atjeh, Indonesië. Siti Ambia telt 1645 inwoners (volkstelling 2010).